# Androsace escheri
Androsace escheri là một loài thực vật có hoa trong họ Anh thảo. Loài này được Brügger mô tả khoa học đầu tiên năm 1880.